# Lac Connelly
Lac Connelly är en sjö i Kanada.   Den ligger i regionen Saguenay–Lac-Saint-Jean och provinsen Québec, i den östra delen av landet, 500 km nordost om huvudstaden Ottawa. Lac Connelly ligger 208 meter över havet. Arean är 4,7 kvadratkilometer. Den sträcker sig 8,9 kilometer i nord-sydlig riktning, och 3,1 kilometer i öst-västlig riktning.
I omgivningarna runt Lac Connelly växer i huvudsak blandskog. Trakten runt Lac Connelly är nära nog obefolkad, med mindre än två invånare per kvadratkilometer.